# Condado de Macon (Illinois)
El condado de Macon (en inglés: Macon County) es un condado en el estado estadounidense de Illinois. En el censo de 2000 el condado tenía una población de 114 706 habitantes. Forma parte del área metropolitana de Decatur. La sede de condado es Decatur. El condado fue formado el 19 de enero de 1829 a partir de una porción del condado de Shelby. Fue nombrado en honor a Nathaniel Macon, quien fue coronel durante la guerra de Independencia.

## Geografía
Según la Oficina del Censo, el condado tiene un área total de 1516 km² (585 sq mi), de la cual 1504 km² (581 sq mi) es tierra y 12 km² (4 sq mi) (0,83%) es agua.

### Condados adyacentes
- Condado de DeWitt (norte)
- Condado de Piatt (noreste)
- Condado de Moultrie (sureste)
- Condado de Shelby (sur)
- Condado de Christian (suroeste)
- Condado de Sangamon (oeste)
- Condado de Logan (noroeste)

## Autopistas importantes
- Interestatal 72
- U.S. Route 36
- U.S. Route 51
- Ruta Estatal de Illinois 48
- Ruta Estatal de Illinois 105
- Ruta Estatal de Illinois 121
- Ruta Estatal de Illinois 128

## Demografía
En el  censo de 2000, hubo 114 706 personas, 46 561 hogares y 30 963 familias residiendo en el condado. La densidad poblacional era de 198 personas por milla cuadrada (76/km²). En el 2000 había 50 241 unidades habitacionales en una densidad de 86 por milla cuadrada (33/km²). La demografía del condado era de 83,48% blancos, 14,06% afroamericanos, 0,17% amerindios, 0,57% asiáticos, 0,02% isleños del Pacífico, 0,33% de otras razas y 1,36% de dos o más razas. El 0,98% de la población era de origen hispano o latino de cualquier raza. 
La renta promedio para un hogar del condado era de $37 859 y el ingreso promedio para una familia era de $47 493. En 2000 los hombres tenían un ingreso medio de $39. 107 versus $22 737 para las mujeres. La renta per cápita para el condado era de $20 067 y el 12,90% de la población estaba bajo el umbral de pobreza nacional.

## Ciudades y pueblos
| - Argenta - Blue Mound - Boody - Decatur | - Elwin - Forsyth - Harristown - Long Creek | - Macon - Maroa - Mount Zion | - Niantic - Oreana - Warrensburg |